# Дерда I
Дерда I (др.-греч. Δέρδας; V век до н. э.) — правитель Элимеи (области в Верхней Македонии).

## Биография
После смерти царя Македонии Александра I Дерда поддержал одного из его сыновей — Филиппа, боровшегося со своим братом Пердиккой II. Впоследствии, по всей видимости, Дерда I примирился с Пердиккой, на что указывает сохранившийся текст трёхстороннего договора между «Пердиккой и его союзниками», Афинами и правителем Линкестиды «Аррабеем и его союзниками». Среди союзников македонского царя назван Дерда I.
В начале Пелопонесской войны Дерда I поддерживал афинян и сражался на их стороне во время осады Потидеи.
Возможно, сыном Дерды I был Сирра.